# Przepowiednia z Tęgoborzy
Przepowiednia z Tęgoborzy – wierszowany utwór literacki nieznanego autorstwa, opisujący, z użyciem licznych alegorii, wydarzenia dotyczące dziejów świata i Polski, następujące po rzekomej dacie powstania utworu (1893).

## Historia przepowiedni
Pierwsza znana publikacja przepowiedni nastąpiła 27 marca 1939. W 86 numerze „Ilustrowanego Kuryera Codziennego”  znalazł się tekst przepowiedni, poprzedzony tekstem od redakcji pisma, informującym o jej pochodzeniu. Według owego tekstu przepowiednia była opublikowana "ostatnio" (tzn. niedługo przed publikacją w "Kurierze") przez "prasę pomorską" i pochodzi z roku 1893.
Tekst stwierdzał, iż 23 września 1893 w pałacu hr. Władysława Wielogłowskiego, "zapalonego spirytysty", w majątku rodziny Wielogłowskich we wsi Tęgoborze, odbył się seans spirytystyczny, podczas którego "medium niewiadomego nazwiska" podało właśnie ową, publikowaną w "Kurierze" przepowiednię. Wielogłowski zanotował ją, podobnie jak wyniki innych seansów, w których brał udział. Zapiski te, w formie zeszytów, znalazły się w jego osobistym archiwum, a po jego śmierci przejęte zostały przez jego bratanka, Aleksandra, który przeglądając je, natrafił na wierszowaną przepowiednię.
Według zgodnej oceny Olizarowskiego i Krzyżewskiego informacje redakcji "Kuriera" są "legendą" i "zabiegiem uprawdopodobniającym", a czas powstania i autorstwo są całkiem inne, choć Olizarowski przyznaje, iż rzeczywiście w pałacu Wielogłowskiego seanse spirytystyczne się odbywały i taka przepowiednia mogłaby tam powstać.
Według legendy przytoczonej przez Czesława Miłosza przepowiednię podyktował "duch Mickiewicza". Według Miłosza oryginał zapisu seansu z Tęgoborza przechowywany był w Bibliotece Ossolińskich we Lwowie i zaginął po II wojnie światowej, a przepowiednię opublikowano po raz pierwszy w 1912, w Gazecie Narodowej, wydawanej we Lwowie w języku polskim. Jednak Miłosz nie podaje źródeł tych informacji, a Olizarowski i Krzyżewski zgodnie twierdzą, że przepowiednia nie była publikowana przed rokiem 1939.
Olizarowski pisze natomiast, iż tekst przepowiedni "równocześnie" z publikacją w "Kurierze" ukazał się w książce Marii Heleny Szpyrkówny, literatki, poetki i miłośniczki zagadnień "metapsychicznych" (parapsychologicznych) "Trzy proroctwa".
Według Olizarowskiego przepowiednia z Tęgoborza stała się zaraz po opublikowaniu "nie byle jaką sensacją", "była szeroko kolportowana w społeczeństwie polskim, zwłaszcza w czasie II wojny światowej", "w każdym niemal polskim domu znajdował się jej tekst przepisywany ręcznie". Krzyżewski pisze: "Tekst jej przepisywany, kolportowany, przekazywany ustnie w czasie wojny oraz długich lat nieformalnej okupacji sowieckiej 1945 - 1989, komentowany i interpretowany był w sposób kontrowersyjny, w zależności od bieżących wydarzeń politycznych."
"O tym jak bardzo popularna i znana była treść przepowiedni świadczy fakt, że reżyser Leonard Buczkowski umieścił jej fragment w swoim filmie muzycznym z roku 1946 pt. "Zakazane piosenki"".
Pełny tekst przepowiedni znalazł się we wstępie do, wydanej w latach 60. XX wieku, książki Zbigniewa Załuskiego Czterdziesty czwarty, przy czym autor podał, jako czas ogłoszenia przepowiedni, rok 1894.

## Autor przepowiedni
Autor przepowiedni z Tęgoborza jest nieznany. Olizarowski na podstawie faktu opublikowania tekstu przepowiedni w książce Marii Heleny Szpyrkówny "Trzy proroctwa" i stwierdzenia w tekście wprowadzającym z "Kuriera", iż publikowany był w "prasie pomorskiej" (Szpyrkówna mieszkała wówczas w Gdyni) przypisuje autorstwo lub, co najmniej, nadanie przepowiedni formy wierszowanej, właśnie Szpyrkównie. Zwraca przy tym uwagę, że język przepowiedni jest polszczyzną dwudziesto-, a nie dziewiętnastowieczną. Krzyżewski zgadza się z nim, wskazując jako ewentualny pierwowzór tzw. przepowiednię biskupa Jana Cieplaka, pochodzącą rzekomo z roku 1888 (pierwszy raz publikowaną jednak dopiero w pracy Krzyżewskiego, odnalezioną przez niego w 1940 i też pisaną polszczyzną dwudziestowieczną).
Stanisław Hadyna pisze, że autorką przepowiedni jest Agnieszka Pilchowa (1888-1944), zwana Jasnowidzącą z Wisły (zamieszkiwała w tej miejscowości), autorka licznych prac, w których przedstawiała swoje wizje i rozważania na temat zagadnień duchowych. Przepowiednia miałaby pochodzić z lat 30. XX wieku, być może nawet z roku 1939. Maria Szpyrkówna, która była znajomą Agnieszki Pilchowej, miałaby jedynie nadać wypowiedzi Jasnowidzącej formę wierszowaną i zorganizować publikację (być może bez wiedzy i zgody właściwej autorki).

## Tekst przepowiedni
|  | Trudno ludzkie ustalić losy, gdy zmienność warunków odmienia to, co wczoraj trwałym było, a jutro istnieć przestaje. |

|  | Oto powiadam wam: |

| W dwa lat dziesiątki nastaną te pory, Gdy z nieba ogień wytryśnie. Spełnią się wtedy pieśni Wernyhory, Świat cały krwią się zachłyśnie. Polska powstanie ze świata pożogi, Dwa orły padną rozbite, Lecz długo jeszcze los jej jest złowrogi, Marzenia ciągle niezbyte. Gdy lat trzydzieści we łzach i rozterce Trwać będą cierpienia ludu, Na koniec przyjdzie jedno wielkie serce I samo dokona cudu. Gdy czarny orzeł znak krzyża splugawi, Skrzydła rozłoży złowieszcze, Dwa padną kraje, których nikt nie zbawi, Siła przed prawem jest jeszcze. Lecz czarny orzeł wejdzie na rozstaje; Gdy oczy na wschód obróci, Krzyżackie szerząc swoje obyczaje, Z złamanym skrzydłem powróci. Krzyż splugawiony razem z młotem padnie. Zaborcom nic nie zostanie. Mazurska ziemia Polsce znów przypadnie, A w Gdańsku port nasz powstanie. W ciężkich zmaganiach z butą Teutona Świat morzem krwi się zrumieni. Gdy północ wschodem będzie zagrożona W poczwórną jedność się zmieni. Lew na zachodzie nikczemnie zdradzony Przez swego wyzwoleńca Złączon z kogutem dla lewka obrony Na tron wprowadzi młodzieńca. Złamana siła mącicieli świata Tym razem będzie na wieki. Rękę wyciągnie brat do swego brata, Wróg w kraj odejdzie daleki. | U wschodu słońca młot będzie złamany. Pożarem step jest objęty. Gdy orzeł z młotem zajmą cudze łany Nad rzeką w pień jest wycięty. Bitna Białoruś, bujne Zaporoże, Pod polskie dążą sztandary. Sięga nasz orzeł aż po Czarne Morze Wracając na szlak swój prastary. Witebsk, Odessa, Kijów i Czerkasy To Europy bastiony, A barbarzyńca aż po wieczne czasy Do Azji ujdzie strwożony. Warszawa środkiem ustali się świata, Lecz Polski trzy są stolice. Dalekie błota porzuci Azjata, A smok odnowi swe lice. Niedźwiedź upadnie po drugiej wyprawie. Dunaj w przepychu znów tonie. A kiedy pokój nastąpi w Warszawie, Trzech królów napoi w nim konie. Trzy rzeki świata dadzą trzy korony Pomazańcowi z Krakowa, Cztery na krańcach sojusznicze strony Przysięgi złożą mu słowa. Węgier z Polakiem, gdy połączą dłonie, Trzy kraje razem z Rumunią. Przy majestatu polskiego tronie Wieczną połączą się unią. A krymski Tatar, gdy dojdzie do rzeki, Choć wiary swojej nie zmieni, Polski potężnej uprosi opieki I stanie się wierny tej ziemi. Powstanie Polska od morza do morza. Czekajcie na to pół wieku. Chronić nas będzie zawsze Łaska Boża, Więc cierp i módl się, człowieku. |